# Magadha

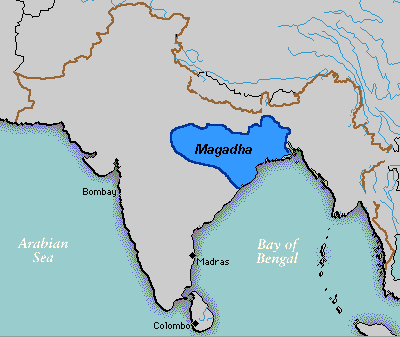
Przybliżony obszar Magadhy w V w. p.n.e.

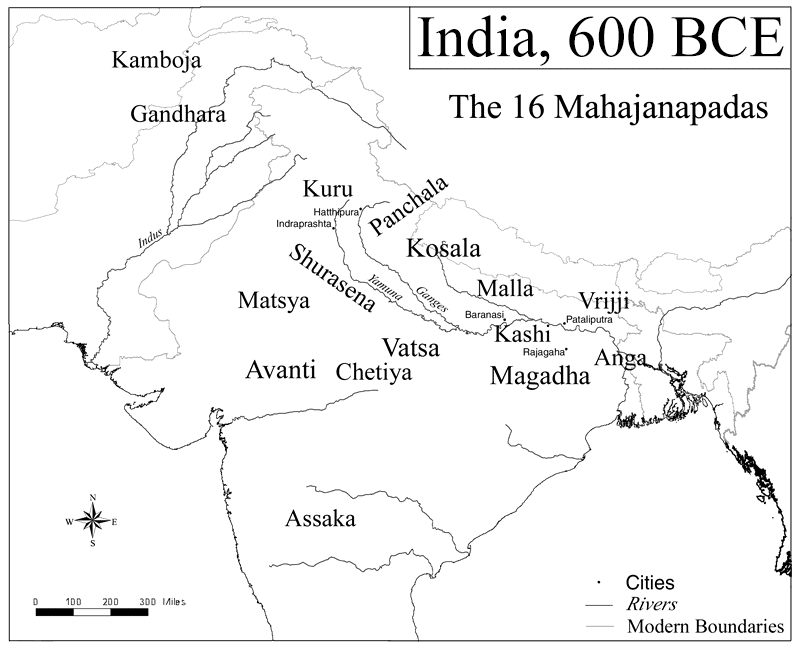
Magadha ok. 600 r. p.n.e., faza przed dynamicznym rozwojem

Magadha (sanskryt मगध) – jedno z szesnastu mahājanapad (w sanskrycie, "wielkie państwo"). Główny obszar królestwa stanowił obszar Biharu na południe od Gangesu; stolicą było najpierw miasto Rajagriha (obecnie Rajgir), a później Pataliputra.

## Władcy Magadhy

### Dynastia Brihadratha
Na wpół legendarni władcy według Purany]:
- Brihadratha
- Jarasandha
- Sahadeva
- Somapi (1678-1618 p.n.e.)
- Srutasravas (1618-1551 p.n.e.)
- Ayutayus (1551-1515 p.n.e.)
- Niramitra (1515-1415 p.n.e.)
- Sukshatra (1415-1407 p.n.e.)
- Brihatkarman (1407-1384 p.n.e.)
- Senajit (1384-1361 p.n.e.)
- Srutanjaya (1361-1321 p.n.e.)
- Vipra (1321-1296 p.n.e.)
- Suchi (1296-1238 p.n.e.)
- Kshemya (1238-1210 p.n.e.)
- Subrata (1210-1150 p.n.e.)
- Dharma (1150-1145 p.n.e.)
- Susuma (1145-1107 p.n.e.)
- Dridhasena (1107-1059 p.n.e.)
- Sumati (1059-1026 p.n.e.)
- Subhala (1026-1004 p.n.e.)
- Sunita (1004-964 p.n.e.)
- Satyajit (964-884 p.n.e.)
- Biswajit (884-849 p.n.e.)
- Ripunjaya (849-799 p.n.e.)

### Dynastia Pradjota
Rządząca w l. 799-684 p.n.e. na podstawie obliczeń z Waju Purany.
- Pradyota
- Palaka
- Visakhayupa
- Ajaka
- Varttivarddhana

### Dynastia Harijanka(545 p.n.e.-346 p.n.e.) iDynastia Śiśunaga(430-364 p.n.e.)
- Bimbisara (545-493 p.n.e.)
- Ajatashatru (493-461 p.n.e.)
- Darshaka (od 461 p.n.e.)
- Udayin
- Śiśunaga (430 p.n.e.)
- Kakavarna (394-364 p.n.e.)
- Kshemadharman (618-582 p.n.e.)
- Kshatraujas (582-558 p.n.e.)
- Nandivardhana
- Mahanandin (do 424 p.n.e.)

### Dynastia Nanda(424-321 p.n.e.)
- Mahapadma Nanda (od 424 p.n.e.),
- Pandhuka
- Panghupati
- Bhutapala
- Rashtrapala
- Govishanaka
- Dashasidkhaka
- Kaivarta
- Dhana

### Dynastia Maurjów(324-184 p.n.e.)
- Ćandragupta Maurja (Sandrakottos) (324-301 p.n.e.)
- Bindusara (301-273 p.n.e.)
- Aśoka (273-232 p.n.e.)
- Daśaratha (232-224 p.n.e.)
- Samprati (224-215 p.n.e.)
- Salisuka (215-202 p.n.e.)
- Devavarman (202-195 p.n.e.)
- Satadhanvan](195-187 p.n.e.)
- Brhadrata (187-184 p.n.e.)

### Dynastia Śunga(185-73 p.n.e.)
- Pusyamitra Śunga (185-149 p.n.e.)
- Agnimitra (149-141 p.n.e.)
- Vasujyeshtha (141-131 p.n.e.)
- Vasumitra (131-124 p.n.e.)
- Andhraka (124-122 p.n.e.)
- Pulindaka (122-119 p.n.e.)
- Ghosha
- Vajramitra
- Bhagabhadra
- Devabhuti (83-73 p.n.e.), ostatni król z dynastii Śunga

### Dynastia Kanva(73-26 p.n.e.)
- Vasudeva (od 73 p.n.e.)
- Następcy Vasudevy (do 26 p.n.e.)

### Dynastia Guptów(ok. 240-550 n.e.)
- Sri-Gupta I (ok. 240-290)
- Ghatotkacha (290-305)
- Ćandragupta I (305-335), twórca Imperium Guptów
- Samudragupta (335-370)
- Ramagupta (370-375)
- Ćandragupta II (375-415)
- Kumaragupta I (415-455)
- Skandagupta (455-467)
- Kumaragupta II (467-477)
- Buddhagupta (477-496)
- Ćandragupta III (496-500)
- Wainjagupta (500-515)
- Narasimhagupta (510-530)
- Kumaragupta III (530-540)
- Wishnugupta (c. 540-550)